# El Cucuy
El Cucuy (emitido en español con el título de El coco) es el quinto episodio de la tercera temporada de la serie de televisión estadounidense de drama sobrenatural y policíaco Grimm. El guion principal del episodio fue coescrito por el guionista Sean Calder, y la dirección general estuvo a cargo de Steven DePaul.
El episodio se transmitió originalmente el 15 de noviembre del año 2013 por la cadena de televisión estadounidense NBC. Para la emisión de Hispanoamérica, el estreno se llevó a cabo el 9 de diciembre del 2013 por el canal Universal Channel.
La trama policial semanal está relacionada con la comunidad latina en Estados Unidos y la leyenda hispano-latina del cuco, coco o cucuy, razón por la cual el epígrafe y extensos parlamentos se encuentran en español, en la versión original del capítulo. El cacuy mismo -que resulta ser un protector de los barrios latinos- está interpretado por una actriz latina (Gina Gallego), así como varios de los actores invitados para el episodio.

## Argumento
El epígrafe del capítulo en esta ocasión aparece en la pantalla escrito en español, con su traducción al inglés debajo. Corresponde a la tradicional canción de cuna "Duérmete niño":

En español
Duérmete niño, duérmete ya...
Que viene el Coco y te comerá.
En inglés
Sleep child, sleep now... Or else
the Bogeyman will come and eat you.

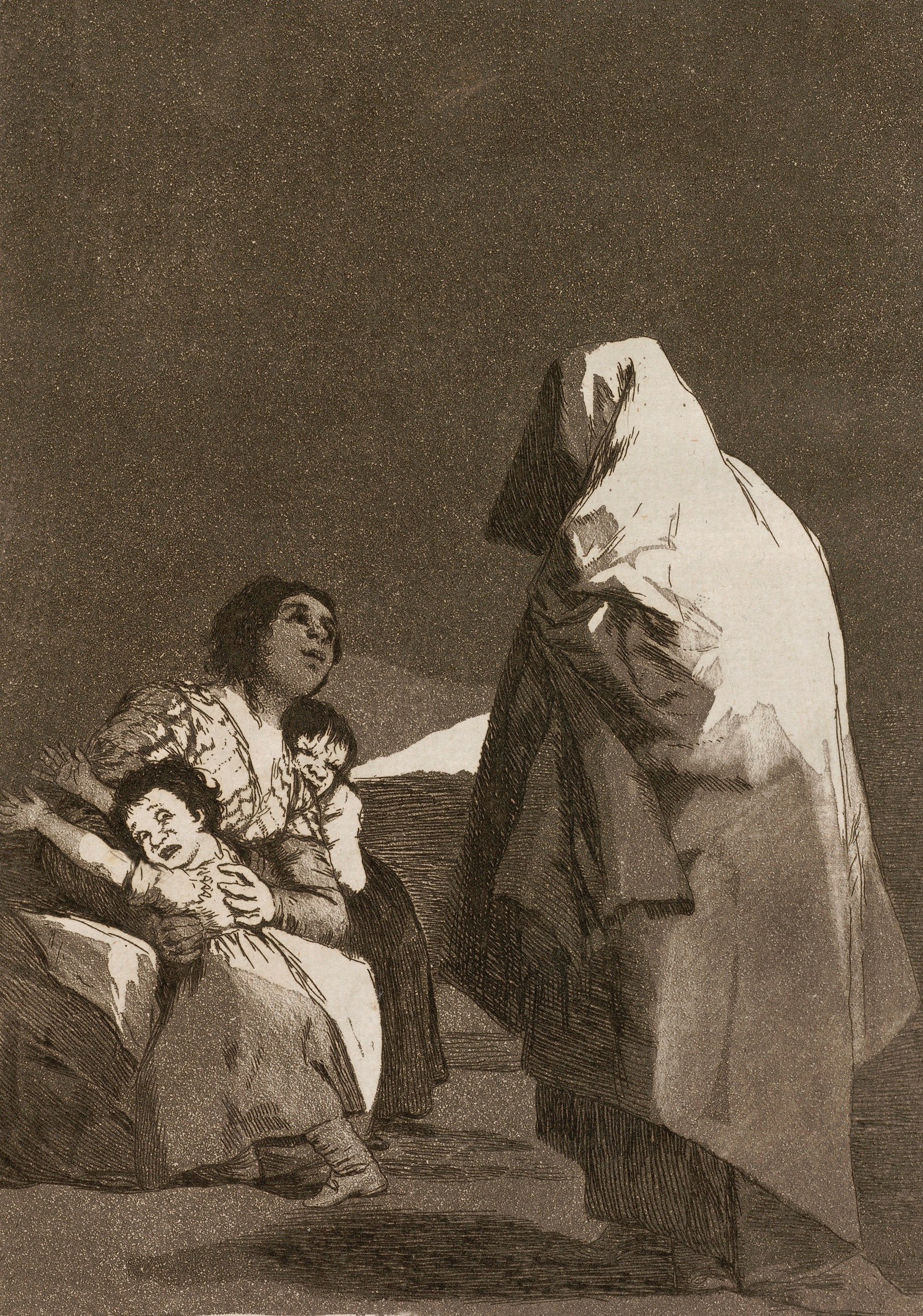
Que viene el Coco de Francisco de Goya, España, 1797.

La trama policial semanal gira en torno al brutal deguello de algunos ladrones que actuaban en los barrios de la comunidad latina. Inicialmente Nick y Hunk piensan que podrían ser perros, pero una testigo del barrio les dice que "todo el mundo sabe que fue el cucuy". Nick le pregunta entonces a Juliette, que tiene ascendencia española, si había oído hablar del cucuy, y ella contesta que cuando era chica solían asustarla con lo que su familia llamaba "el coco". Los dos van a visitar entonces a Pilar, antigua amiga mexicana de Guadalajara de la familia de Juliette, quien les cuenta que el cucuy también puede ser una criatura protectora que oye los lamentos de las víctimas y elimina a los hombres violentos de los "barrios" latinos. Nick y Juliette se sorprenden de que los antiguos manuscritos sobre wessens heredados por Nick no mencionen nada del cucuy. A Nick le llama la atención descubrir que una amable viejita, la Sra. García, estuvo presente en dos de las escenas de crimen. Y cual no será su sorpresa cuando poco después sorprenden al cucuy matando al jefe de la banda que estaba asolando el barrio y descubren que no era otra que la inocente Sra. García. "Ay chihuahua, eres un grimm", dice García al ser descubierta. Pero Nick y Hank no tienen pruebas contra la Sra. García y saben que cualquier jurado consideraría su detención como un abuso, por lo que deben dejarla ir, dispuesta a seguir limpiando los barrios latinos de delincuentes.
La trama de la serie relacionada con la lucha por el poder wesen en Viena luego de la muerte del príncipe Eric, vuelve a mostrar al capitán Sean Renard recibiendo informaciones de su espía en Viena, Sebastien, sobre las actividades de Adalind y descubre que está embarazada. Por su parte, la madre de Monroe llama a su casa y se entera de que su hijo tiene una novia: Rosalee.

## Elenco regular
- David Giuntoli como Nick Burkhardt.
- Russell Hornsby como Hank Griffin.
- Bitsie Tulloch como Juliette Silverton.
- Silas Weir Mitchell como Monroe.
- Sasha Roiz como el capitán Renard.
- Bree Turner como Rosalee Calvert.
- Reggie Lee como el sargento Wu.